# Wygoda (Sopieszyno)
Wygoda (kaszb. Wëgòda) – przysiółek wsi Sopieszyno w Polsce, położony w województwie pomorskim, w powiecie wejherowskim, w gminie Wejherowo. Leży nad jeziorem Wygoda w kompleksie leśnym Trójmiejskiego Parku Krajobrazowego.
W latach 1975–1998 przysiółek administracyjnie należał do województwa gdańskiego.